# Filialkirche Aschau in Brandenberg

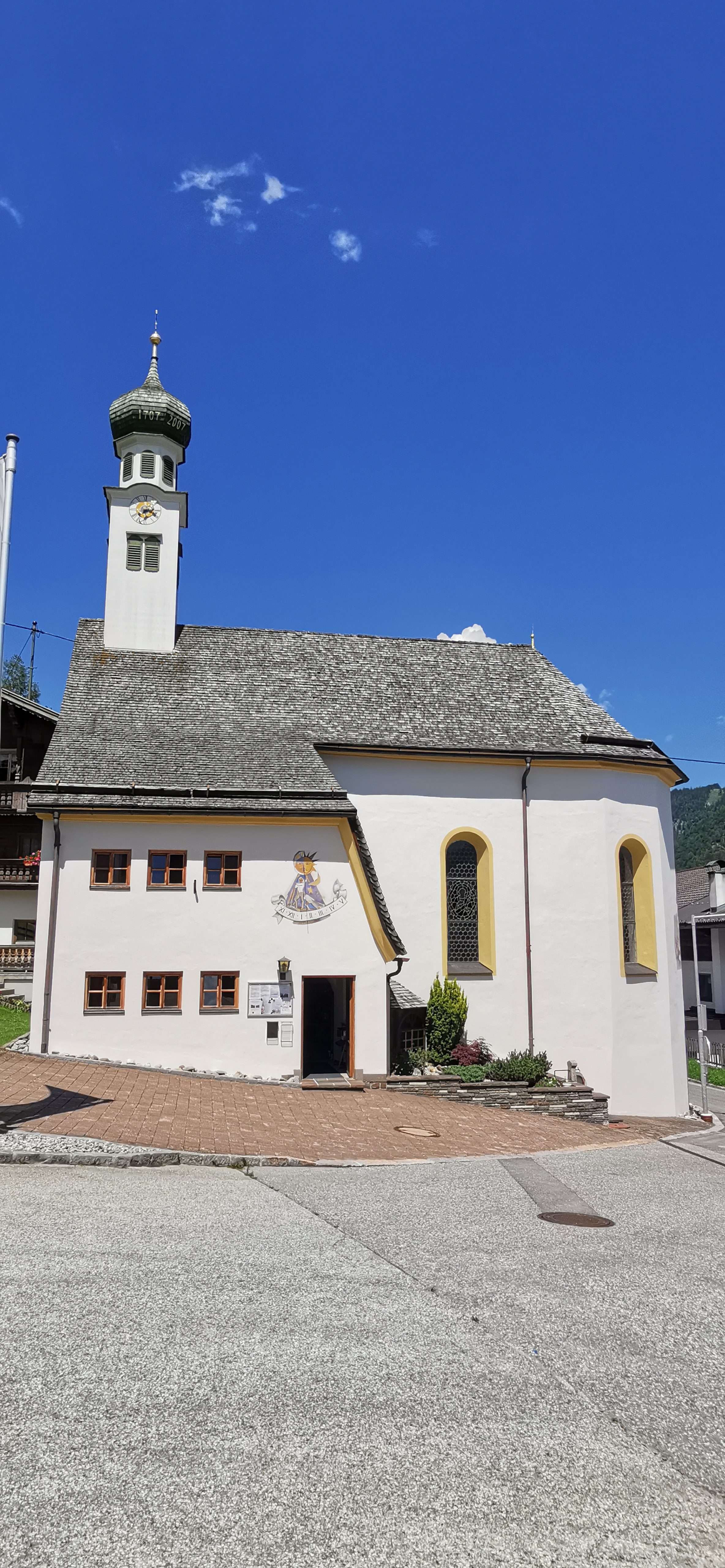
Filialkirche Schmerzhafte Muttergottes (2022)

Die Filialkirche Schmerzhafte Muttergottes ist eine römisch-katholische Kirche im Ort Aschau in der Gemeinde Brandenberg im Bezirk Kufstein in Tirol. Die dem Gedächtnis der Schmerzen Mariens geweihte Kirche gehört zur Erzdiözese Salzburg. Sie steht unter Denkmalschutz.
Die Kirche wurde 1707 erbaut. Eine Kirchweihe wird 1852 genannt. 1926 fand eine Restaurierung statt.

## Architektur und Ausstattung
Das dreijochige Langhaus ist mit einer Tonne mit Stichkappen überwölbt. Der Triumphbogen hat einen Segmentbogen, der Chor einen polygonalen Schluss. Der westlich auf dem Satteldach aufgesetzte Dachreiter ist mit einem  Zwiebelhelm mit Laterne bekrönt. Der zweigeschoßige, westliche Anbau mit einem Pultdach in Verlängerung des Hauptdaches wurde 1968 errichtet.
1852 wurde die Kirche innen von Johann Georg Lackner ausgemalt. Im Chor sind Szenen aus dem Leben Jesu und die Kreuzigung dargestellt. Die Wandbilder im Langhaus zeigen „Konstantin erscheint das Kreuz“, die „Verklärung“, „Die eherne Schlange“ als Präfiguration der Kreuzigung Christi und andere Szenen aus dem Alten Testament.
Der Altar aus dem 19. Jahrhundert trägt eine barocke Figurengruppe aus dem 18. Jahrhundert mit dem Kruzifix, der Schmerzhaften Muttergottes, zwei Engeln und den Heiligen Johannes Evangelist und Maria Magdalena. Es gibt zwei Konsolstatuen der Heiligen Sebastian und Isidor und eine Figur des Guten Hirten. Das Relief einer Pietà stammt aus dem 19. Jahrhundert.
Eine Glocke goss 1725 Johann Hackl.